# Roztoky (okres Praha-západ)
Roztoky (německy Rostok) jsou město nacházející se severně od Prahy na levém břehu řeky Vltavy při ústí Únětického potoka.
Město Roztoky má jedinou část, která se rozkládá v katastrálních územích Roztoky u Prahy a Žalov na ploše 8,13 km².
Oficiálně zde žije přibližně 9 000 obyvatel, počet reálných obyvatel je ale mnohem vyšší, protože město zažívá v souvislosti s masivní bytovou výstavbou v posledních letech obrovský příliv nových obyvatel a někteří z nich sice v Roztokách bydlí, ale k trvalému bydlišti zůstávají nahlášeni jinde.

## Historie

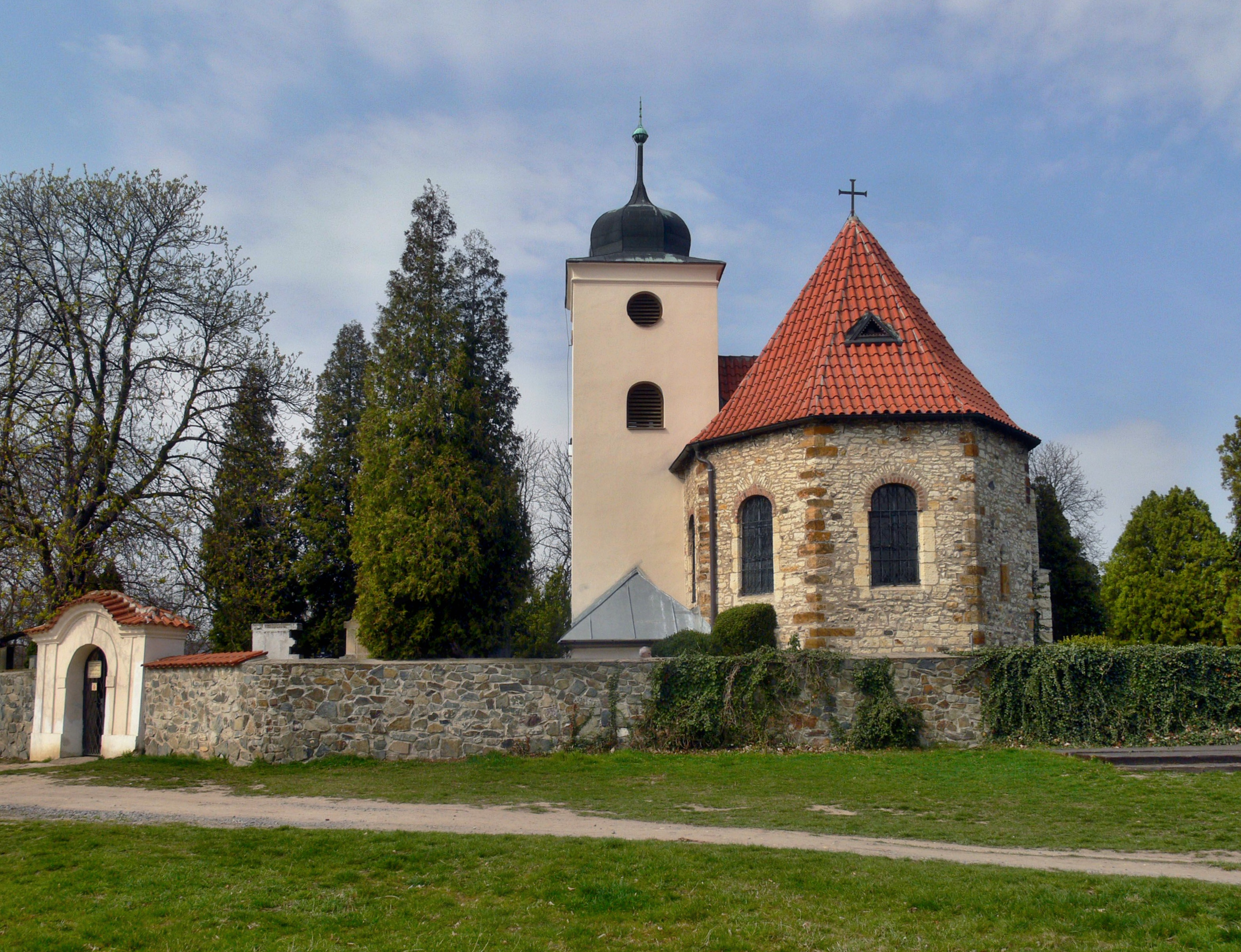
Kostel sv. Klementa na Levém Hradci

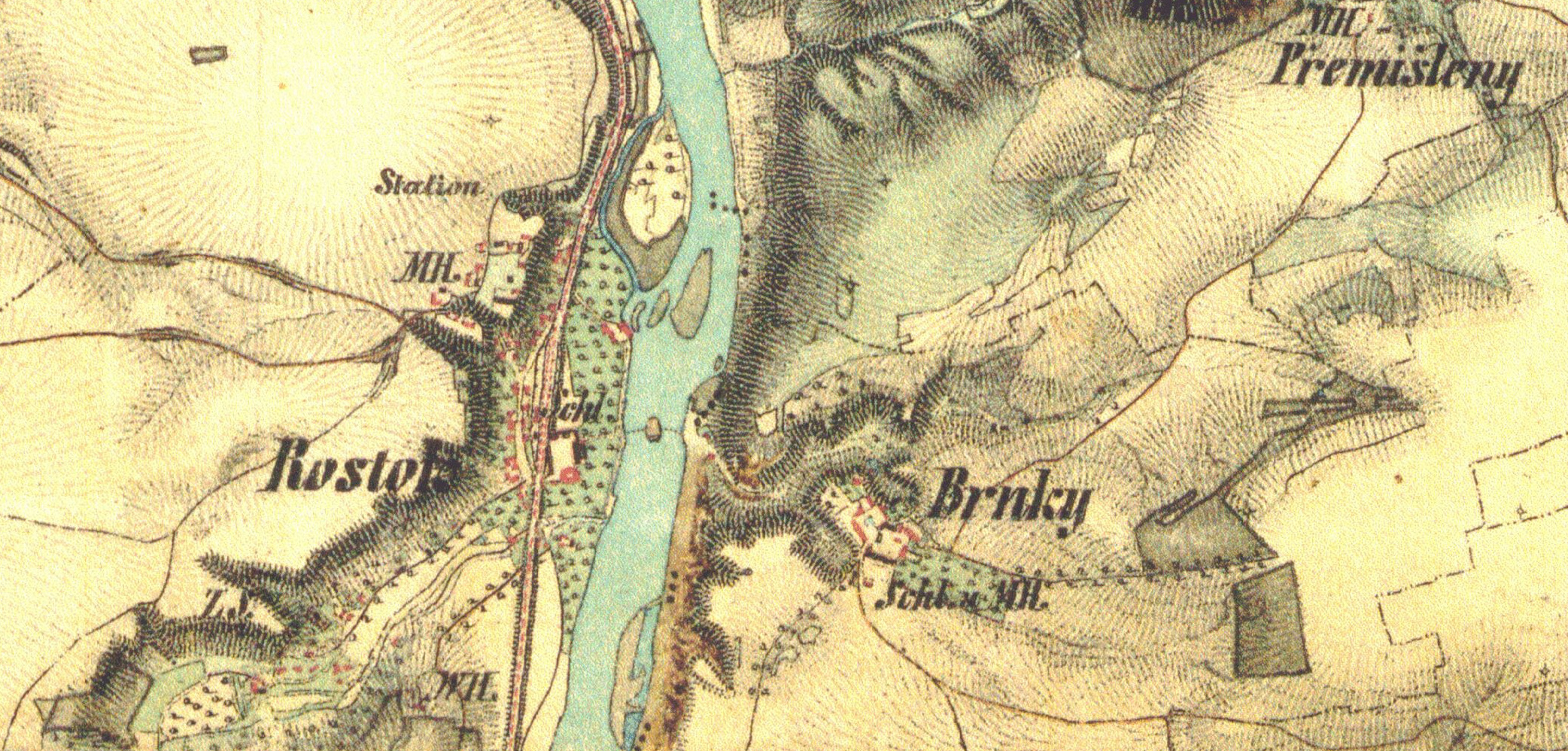
Roztoky na mapě druhého vojenského mapování z let 1836–1852 (zkratky: MH – dvůr, Schl. – zámek, Z.S. – cihelna, W.H. – hostinec

První písemná zmínka o Roztokách se nachází v panovnické listině z roku 1233, ve které byl zmiňován i Petr z Roztok, podle archeologických nálezů ovšem bylo území Roztok osídleno nepřetržitě od mladší doby kamenné do raného středověku (archeologické lokality Levý Hradec a rozsáhlé slovanské osídlení na břehu Vltavy, u železničního přejezdu ve směru na Prahu, v místě silniční přeložky).
V letech 1945–1948 byla necitlivě v sousedství Roztockého zámečku vybudována „Penicilinka“, továrna na výrobu penicilinu, pozdější Výzkumný ústav antibiotik a biotransformací. V roce 1960 se Roztoky spojily s obcí Žalov a v roce 1968 byly povýšeny na město.

### Současnost

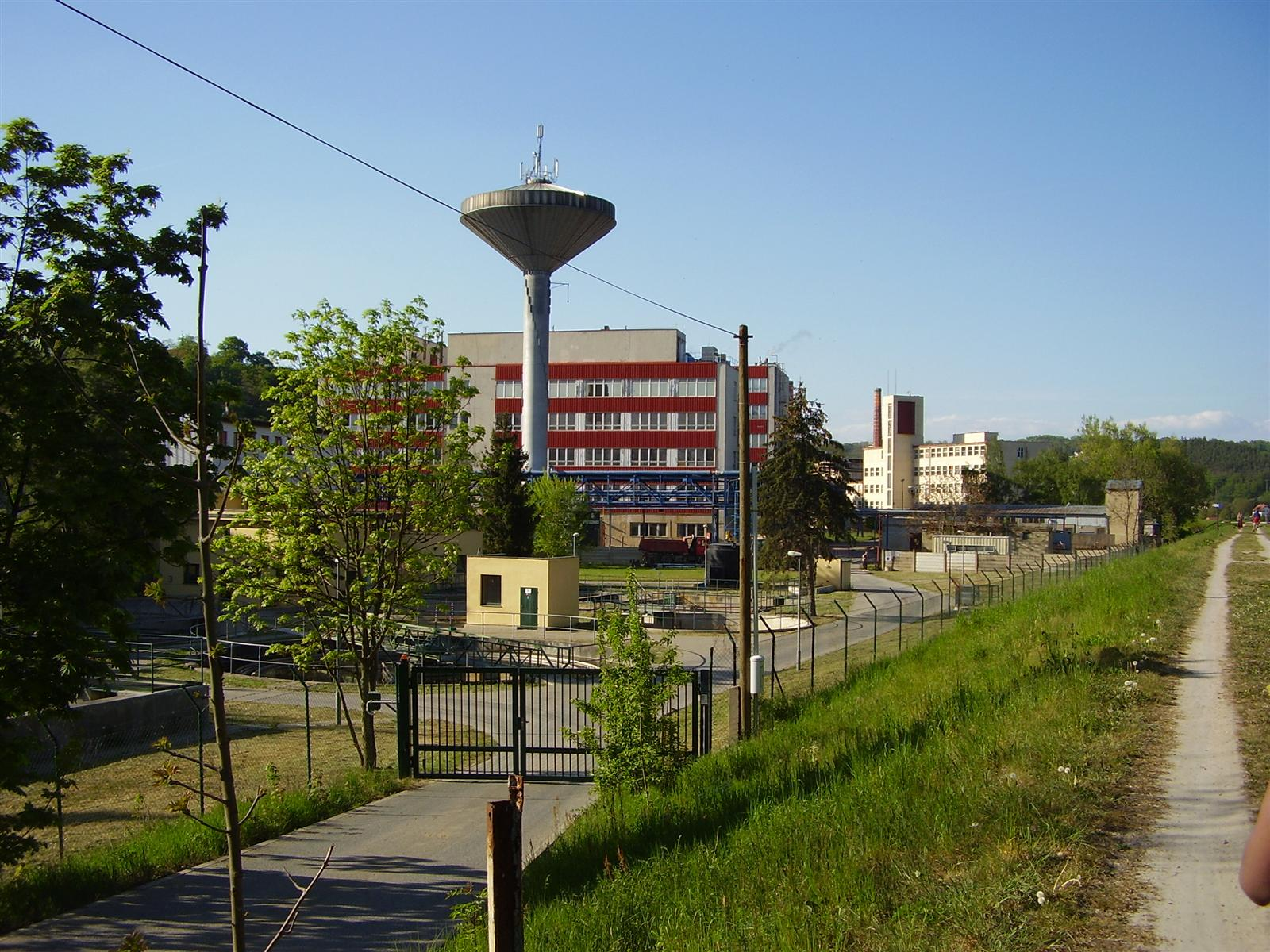
Budova tzv. Penicilínky od Vltavy

Od roku 2005 vzniká v Roztokách nová čtvrť Solníky. Na místě bývalého pole na severozápad od centra vyrostlo několik obytných domů a na více než 200 pozemcích se staví rodinné domy a plánuje se jejich dostavba. Výstavba však probíhá i v jiných částech Roztok – např. v Žalově probíhá výstavba nové části Panenská a chystá se další výstavba nové části zvaná Dubečnice, která vyroste za zastávkou U rybníčku.
Z Roztok do centra Prahy trvá cesta kratší dobu než z některých částí Prahy (vlakem 17 minut). Proto se Roztoky stávají satelitním sídlištěm Prahy.

## Přírodní poměry

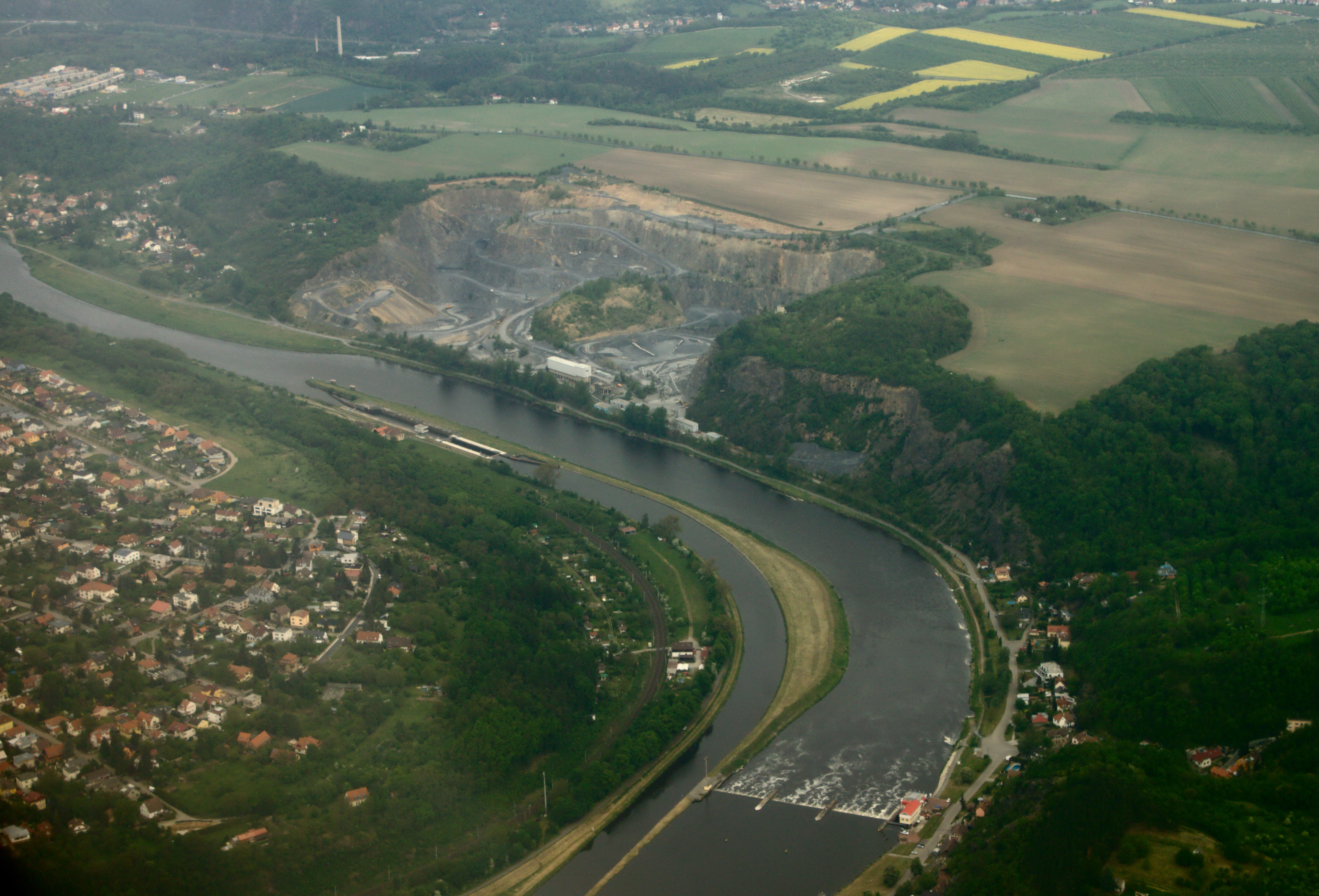
Ohyb Vltavy u Roztok. Město leží na levém břehu, na pravém břehu je vidět lom v Klecanech

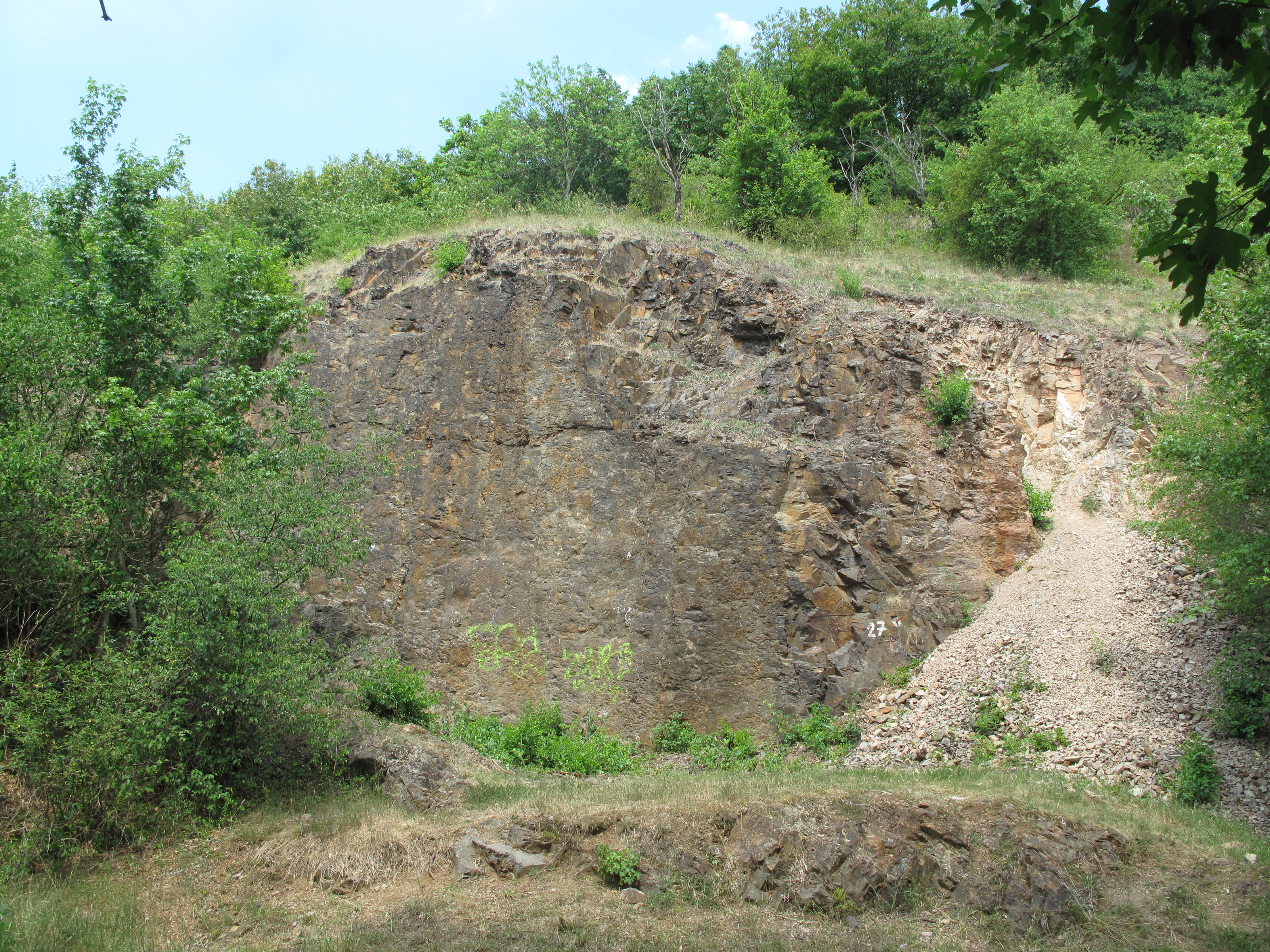
Skála mezi Roztokami a Úněticemi

Roztoky jsou rozprostřeny na ploše čítající 844 ha s velmi proměnlivými terénními útvary. Zároveň zasahují do přírodní rezervace Údolí Únětického potoka a mnoha významných historických a geografických památek minulosti. Nejvyšším kopcem je Stříbrník (311,2 m n. m.) další z mnoha vyvýšených oblastí je oblast Na Vršcích a následně Řivnáč a další významné i nevýznamné vyvýšeniny. Jižně od města leží rozsáhlá přírodní rezervace Roztocký háj – Tiché údolí.

### Vodstvo
Nejvýznamnější vodním tokem, který Roztokami protéká je Vltava. Další z toků protékající Roztokami je Únětický potok, který přitéká od nedalekých Únětic a zleva se vlévá do Vltavy. V dohledné době by mělo dojít výstavbě lávky pro pěší a cyklisty právě přes Vltavu v místech stávajícího přívozu mezi Roztoky a Klecany.

### Podnebí
Podnebí je suché a teplé. Průměrná roční teplota je 8,2 °C a průměrný roční úhrn srážek se pohybuje v rozmezí okolo 500 mm. Samotné jak už deštivé nebo sněhové srážky jsou každý rok různorodé. Lze se tak setkat s nadměrnými srážkami nejčastěji v podobě deště, který je často na veřejných místech, kde často nabírá na intenzitě díky velkým otevřením prostranstvím po celých Roztokách, tak už jen díky blízkosti řeky od které vane často chladný a velmi prudký vítr.

## Obyvatelstvo

### Počet obyvatel
Počet obyvatel je uváděn za Roztoky u Prahy podle výsledků sčítání lidu včetně místních části, které k nim v konkrétní době patří. Je patrné, že stejně jako v jiných menších městech Česka počet obyvatel v posledních letech roste. V celé roztocké aglomeraci nicméně žije necelých 10 tisíc obyvatel.
| 1869  | 1880  | 1890  | 1900  | 1910  | 1921  | 1930  | 1950  | 1961  | 1970  | 1980  | 1991  | 2001  | 2011  | 2021  |
| ----- | ----- | ----- | ----- | ----- | ----- | ----- | ----- | ----- | ----- | ----- | ----- | ----- | ----- | ----- |
| 1 148 | 1 213 | 1 367 | 1 575 | 1 941 | 2 609 | 4 769 | 5 272 | 5 905 | 6 146 | 6 138 | 5 756 | 5 733 | 8 140 | 9 216 |

| 1869 | 1880 | 1890 | 1900 | 1910 | 1921 | 1930 | 1950  | 1961  | 1970  | 1980  | 1991  | 2001  | 2011  | 2021  |
| ---- | ---- | ---- | ---- | ---- | ---- | ---- | ----- | ----- | ----- | ----- | ----- | ----- | ----- | ----- |
| 139  | 161  | 165  | 188  | 305  | 357  | 778  | 1 159 | 1 187 | 1 245 | 1 331 | 1 467 | 1 592 | 1 958 | 2 232 |

## Městská politika a správa
Správu nad městem vykonává zastupitelstvo města. Je voleno v komunálních volbách na čtyři roky a má 21 členů. Zastupitelstvo ze svých řad volí radu města, která zahrnuje starostu, místostarosty a další radní. V roce 2010 byla zvolena sedmičlenná rada města. Jako město mají nyní Roztoky status obce s rozšířenou působností samotné spadající pod Černošice.

### Volby v Roztokách
V komunálních volbách v roce 1990 získalo v Roztokách většinu Občanské fórum. Prvním starostou byl Vojtěch Sedláček. Během následujících let nebyla v Roztokách žádná déle trvající pevná uskupení, kvůli určité nespokojenosti občanů, kdy stávající koalice a to i s opozicí je často rozhádaná z předchozích let. V roce 2010 vyhrálo komunální volby TOP 09, které zde má nejdéle trvající uskupení s nejdelším vládnutím. Samotné TOP 09 tvoří stávající koalici se Sakurou (STAN). Nejčastěji z řad opozice je slyšet ODS a Společně pro Roztoky a Žalov.
Výsledky komunálních voleb v roce 2018: 7 mandátů TOP 09 , 5 Společně pro Roztoky a Žalov, 5 STAN, 3 ODS, 1 Cesta pro město.
V roce 2018 byli zvoleni tito členové rady: Jan Jakob (TOP 09), Mgr. Tomáš Novotný (STAN), Ing. Michal Hadraba (STAN), Mgr. Jaroslav Kubečka (STAN), Ing. Zdeněk Richter (TOP 09), Ing. Martin Štifter (TOP 09), Vladimíra Drdová (TOP 09).

### Náboženství
Ve městě a okolních obcích působí římskokatolická farnost Roztoky u Prahy, farním kostelem je kostel Narození sv. Jana Křtitele na náměstí 5. května. V Jeronýmově ulici se pak nachází Husův sbor náboženské obce Církve československé husitské v Roztokách u Prahy. V roce 2022 byl ve městě založen farní sbor Českobratrské církve evangelické, jehož bohoslužby se konají ve vile Haurowitzových na ulici Tiché údolí.  Ve městě působí také místní společenství Bahá'í.

### Územněsprávní začlenění
Dějiny územněsprávního začleňování zahrnují období od roku 1850 do současnosti. V chronologickém přehledu je uvedena územně administrativní příslušnost obce (města) v roce, kdy ke změně došlo:
- 1850 země česká, kraj Praha, politický i soudní okres Smíchov[14]
- 1855 země česká, kraj Praha, soudní okres Smíchov
- 1868 země česká, politický i soudní okres Smíchov
- 1927 země česká, politický okres Praha-venkov, soudní okres Praha-západ[15]
- 1929 země česká, politický okres Praha-venkov, soudní okres Praha-sever [16]
- 1939 země česká, Oberlandrat Praha, politický okres Praha-venkov, soudní okres Praha-sever[17]
- 1942 země česká, Oberlandrat Praha, politický okres Praha-venkov-sever, soudní okres Praha-sever[18]
- 1945 země česká, správní okres Praha-venkov-sever, soudní okres Praha-západ[19]
- 1949 Pražský kraj, okres Praha-západ[20]
- 1960 Středočeský kraj, okres Praha-západ
- 2003 Středočeský kraj, obec s rozšířenou působností Černošice

### Městské symboly
Znak a vlajka byly městu uděleny rozhodnutím předsedkyně Poslanecké sněmovny Parlamentu České republiky dne 9. listopadu 2010.
Městský znak je tvořen štítem svisle rozpolceným na dvě poloviny. V pravé stříbrné polovině je umístěna černá přemyslovská orlice se zlatým jazykem, zobákem a pařáty. Přes křídla má orlice rozdělený zlatý půlměsíc zakončený trojlístky a je obklopena červenými plaménky. V levé červené polovině je stříbrný třešňový květ se zlatým středem.

## Společnost

### Rok 1932
V městysi Roztoky u Prahy (2 954 obyvatel) byly v roce 1932 evidovány tyto živnosti a obchody:
- Instituce a průmysl: poštovní úřad, telegrafní úřad, telefonní úřad, četnická stanice, katol. kostel, českoslov. kostel, sbor dobrovolných hasičů, společenstvo různých živností, továrna na globy, továrna na mýdla, luštírna semen, stavební družstvo, 2 stavitelé, továrna na svíčky, 2 velkostatky,
- Služby (výběr): 3 lékaři, zubní lékař, 2 zvěrolékaři, 2 autodrožky, 2 biografy (Sokol, Svoboda), cukrář, drogerie, hodinář, 12 hostinců, hotel Sakura, inženýr, knihař, 2 lázně, 2 restaurace (Maximiliánka, V háji), Městská spořitelna v Kralupech n. Vlt., Občanská záložna, Okresní záložna hospodářská, sdružení pro zásobování vodou, 4 zedničtí mistři.

V obci Žalov (1 767 obyvatel, samostatná obec se později stala součástí Roztok) byly v roce 1932 evidovány tyto živnosti a obchody:výroba cementového zboží, cihelna, drogerie, obchod s dřívím, družstvo pro rozvod elektrické energie v Žalově, galanterie, 2 holiči, 7 hostinců, 2 kapelníci, konsum Včela, 2 krejčí, továrna na kůže, pekař, pokrývač, porodní asistentka, radiopotřeby, 10 rolníků, 3 řezníci, 10 obchodů se smíšeným zbožím, švadlena, 3 trafiky, truhlář, obchod s uhlím, zahradnictví, 2 zámečníci, 2 zedničtí mistři

## Hospodářství
Velká část obyvatel Roztok pracuje mimo město – většina z nich dojíždí za prací do Prahy. Význam zemědělství se stejně jako ve většině dalších českých obcí snižuje, částečně i tím, že se na polích v Roztokách staví nové domy. Stavebnictví je tedy v současné době v Roztokách nejdůležitější průmysl.
Největší továrnou v Roztokách je bývalá tzv. penicilínka (posléze ICN Czech Republic a nyní VUAB Pharma) postavená v letech 1945 až 1948, která nebyla obyvateli pro svůj zápach příliš oblíbená.

### Žurnalistika
Ve městě každý měsíc vychází periodikum s názvem Odraz, na jehož vzniku se podílejí nebo v minulosti podíleli Václav Kalenda, Ladislav Doležal, Josef Chytil, Stanislav Boloňský a Václav Král. Publikace má informovat občany Roztok o aktuálním dění ve městě, na úřadě, ale i v okolních obcích. Dále pak dává prostor reklamám živnostníků z města.

## Školství
Ve městě se nachází Základní škola Zdenky Braunerové se dvěma pracovišti. V centrální části města, na Školním náměstí, se nachází stará budova (z roku 1932) s novou dostavbou (2014). V Žalově je další budova, pouze s 1.–5. třídou, která v dubnu 2019 prošla dostavbou. Zároveň se chystá výstavba úplně nové školy v Žalově. Ve městě je také Základní umělecká škola a několik mateřských škol.

## Knihovna
Ve městě sídlí Městská knihovna Roztoky, na adrese Jungmannova 966. Jde o tzv. základní knihovnu zřizovanou městem, poskytuje veřejné knihovnické a informační služby.
Veřejná knihovna byla v obci založena v roce 1921, v roce 1962 se stala profesionální místní lidovou knihovnou. V roce 1975 byla postavena samostatná budova s oddělením pro dospělé, studovnou a oddělením pro děti. V roce 1996 knihovna přešla na automatizovaný knihovnický systém, v roce 1998 byl zřízen přístup k internetu. V roce 2015 se knihovna připojila k projektu Kniha do vlaku, když zřídila pouliční knihovnu na roztockém nádraží. Kvůli již nevyhovujícím prostorám knihovny se řeší vznik nové budovy, v roce 2019 byla představena její studie.
K roku 2003 měla knihovna ve svém fondu 25 849 titulů, 670 registrovaných čtenářů a roční počet výpůjček činil 30 385. V roce 2015 bylo registrovaných čtenářů 830 a výpůjček 34 953.. Ke konci roku 2018 bylo ve volném výběru 21 245 knih a registrovaných čtenářů 1 127 z toho 354 do patnácti let, počet výpůjček 33 982.

## Doprava
Do města vede od Prahy přes Sedlec podél Vltavy tehdejší Velvarská silnice, nyní silnice silnice II/242, která v Roztokách vyjede serpentinou z údolí Vltavy a po pláni pokračuje do Velkých Přílep. V roce 2010 byla v jižní části Roztok přeložena na novou komunikaci k Vltavě, čímž zanikl železniční přejezd u hranice Roztok a Sedlce. Výstavbě předcházel a dokončení oddálil rozsáhlý archeologický průzkum s bohatými nálezy.

### Autobusy historie

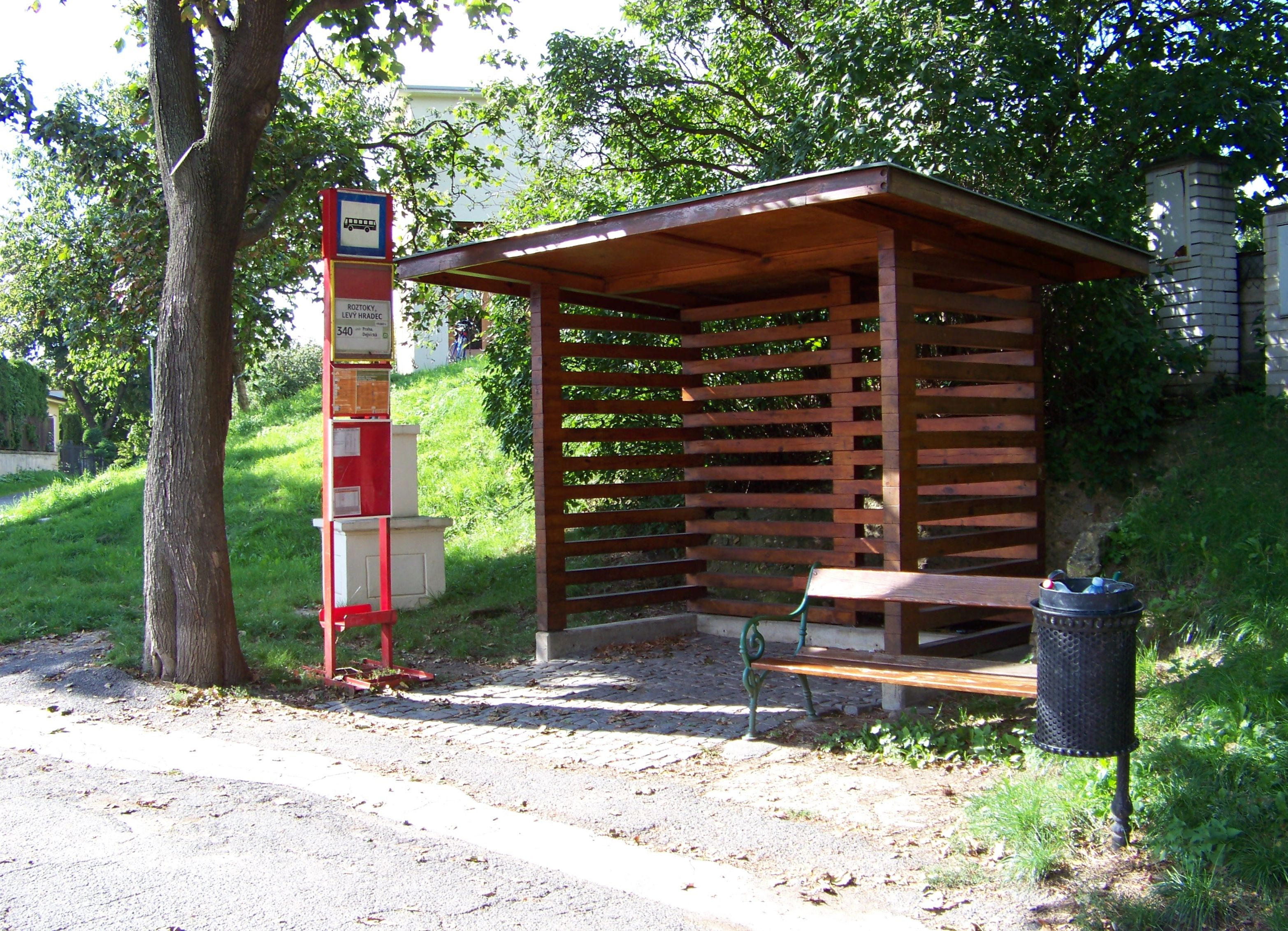
Autobusová zastávka na Levém Hradci

Do města jezdí autobusy z Prahy-Dejvic z oblasti Vítězného náměstí, od stanice metra Dejvická. Cílové stanice se během historie měnily. Kromě spojů končících v Roztokách některé spoje pokračovaly například na Svrkyni, Úholičky, Lichocevci, Okoři, do Velkých Přílep či do Únětic. Po desetiletí sem jezdily linky středočeského národního podniku ČSAD, v 90. letech na této trase soupeřili dva soukromí dopravci, JUDr. Jan Hofmann a roztocký dopravce Jiří Hubáček. 7. července 1997 sem byla zavedena Pražská integrovaná doprava, a to linka 350 na Okoř, 23. května 1998 přibyla linka 340 do Velkých Přílep, obě linky provozoval podnik ČSAD Kladno. Od 14. prosince 2008 byla linka 340 zkrácena na Levý Hradec a její provozování převzal Dopravní podnik hl. m. Prahy (který za ni vyměnil linku 356) a spoje jedoucí do Velkých Přílep byly převedeny na linku 350 a přestaly zajíždět na Levý Hradec. K začátku roku 2014 jezdí tři příměstské linky Pražské integrované dopravy, z toho dvě denní a jedna noční. V Roztokách se nacházejí autobusové zastávky „Roztoky, nádraží“, „Roztoky, Tyršovo náměstí“, „Roztoky, U rybníčku“. Na denní lince 350 a noční lince 604, které provozuje ČSAD MHD Kladno, i na lince 340 kterou provozuje Dopravní podnik hl. m. Prahy, ta navíc zajíždí do konečné „Roztoky, Levý Hradec“.

### Autobusy 2017

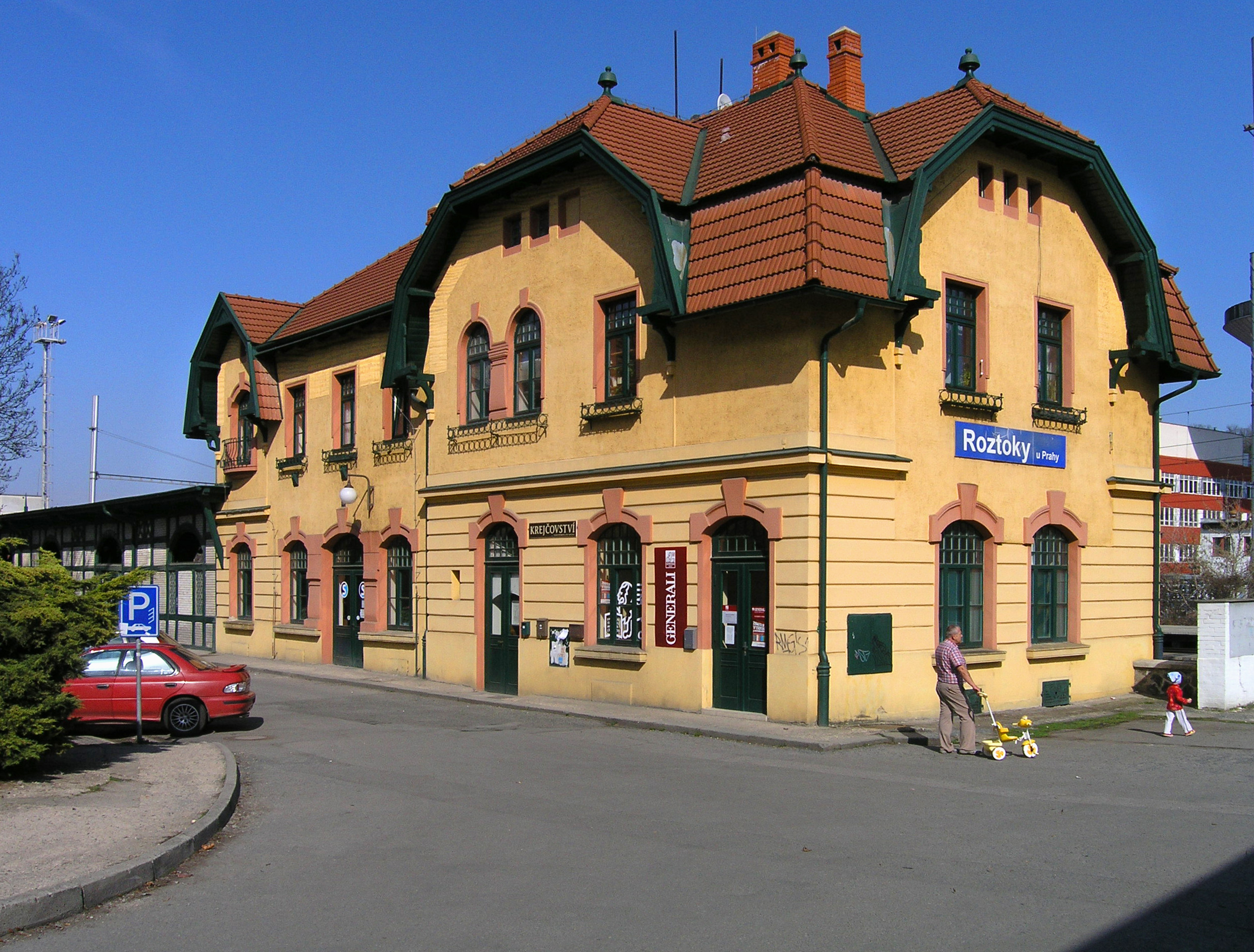
Nádražní budova

Od 2. března 2014 je zavedena midibusová linka 359, která do Roztok v pracovních dnech jezdí z pražského Suchdola přes Únětice. Tato linka obslouží nově i části Roztok mimo hlavní silnici, nově jsou zřízeny zastávky „Roztoky, Solníky“, „Roztoky, Masarykova“ a konečná „Roztoky, Bělina“. Do budoucna je plánováno rozšíření do Úholiček a možná dalších obcí v okolí. Od září roku 2019 přibyly na tuto linku dvě nové zastávky a to Roztoky, U rybníčku a Roztoky, 17. listopadu.

### Vlaky

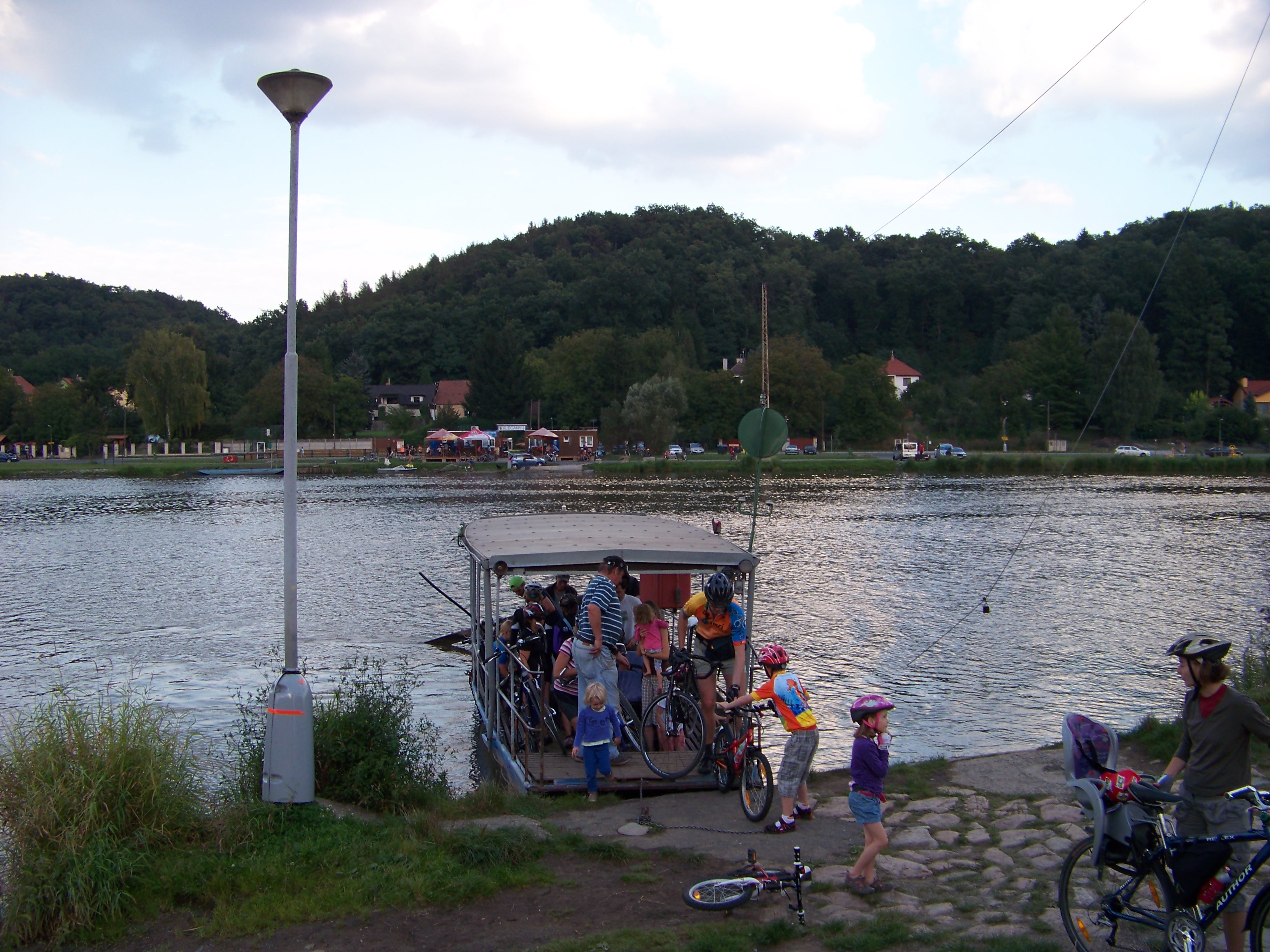
Přívoz mezi Roztoky a Klecánkami

Městem podél levého břehu Vltavy vede dvoukolejná elektrizovaná železniční trať Praha – Kralupy nad Vltavou – Děčín, která je součástí celostátní dráhy. Je zařazená do evropského železničního systému, součást 1. tranzitního koridoru. Na trati byla doprava zahájena roku 1850. Na území města leží železniční stanice Roztoky u Prahy a zastávky Roztoky-Žalov a Úholičky.
V Roztokách zastavují dvě železniční linky pražského systému Esko, a to linka S4 (Praha – Kralupy nad Vltavou – Hněvice – Ústí nad Labem) (v jízdním řádu č. 090) a linka S49 z Roztok do Prahy-Libně až do Prahy-Hostivaře (v jízdním řádu č. 091). Ve stanici Roztoky u Prahy staví v pracovní dny 70 párů osobních vlaků, o víkendech 54 párů osobních vlaků, rychlíky a expresy zde projíždějí.

### Přívoz
Na severním okraji Roztok je v provozu přívoz do Klecánek. V územní studii představené v červenci 2016 se uvažuje do budoucna nahradit přívoz lávkou pro pěší a cyklisty. Podobně hovoří i návrh územního plánu z roku 2017. V něm se objevuje i návrh na přívoz Žalov–Řež v prostoru vlakové zastávky Roztoky-Žalov.

### Turistika
Městem vedou cyklotrasy č. 2 Roztoky – Suchdol – Únětice – Úholičky – Klecany – Vltavská pravobřežní cyklotrasa Praha – Statenice a další
Územím města vedou turistické trasy:
- 1006 Roztoky – Maxmiliánka – Alšova vyhlídka – Únětice – Černý Vůl – Statenice – Velké Přílepy – Noutonice – Okoř – Libochovičky.
- 3087 Roztoky – Klecanský přívoz – Levý Hradec – Řivnáč – Úholičky – Úholičský přívoz.
- 6008 Roztoky – Klecanský přívoz – Přemýšlení – Zdiby – Ďáblice hvězdárna – Kobylisy.
- 6012 Roztoky – Svojsíkovy sady – Za Hájem – Vyhlídka na údolí Vltavy – Suchdol.
- 6048 Roztoky Žalov zastávka – Řivnáč – Úholičky – Černý Vůl – Statenice – Svatá Juliána – Přední Kopanina.

## Pamětihodnosti
Součástí Roztok je národní kulturní památka Levý Hradec, který leží v katastru bývalé samostatné obce Žalov. Na místě staršího osídlení vzniklo v 9. století slovanské opevněné hradiště, které se stalo sídlem nejstarších přemyslovských knížat. Za vlády prvního historického knížete Bořivoje zde vznikla rotunda svatého Klimenta, objevená pod podlahou nynějšího kostela, ve které byl roku 982 Slavníkovec Vojtěch zvolen druhým pražským biskupem. U kostela se nachází hřbitov. Je na něm pohřbeno i jedenáct obětí transportu smrti z konce druhé světové války. Nedaleko odsud je i památník transportu smrti.

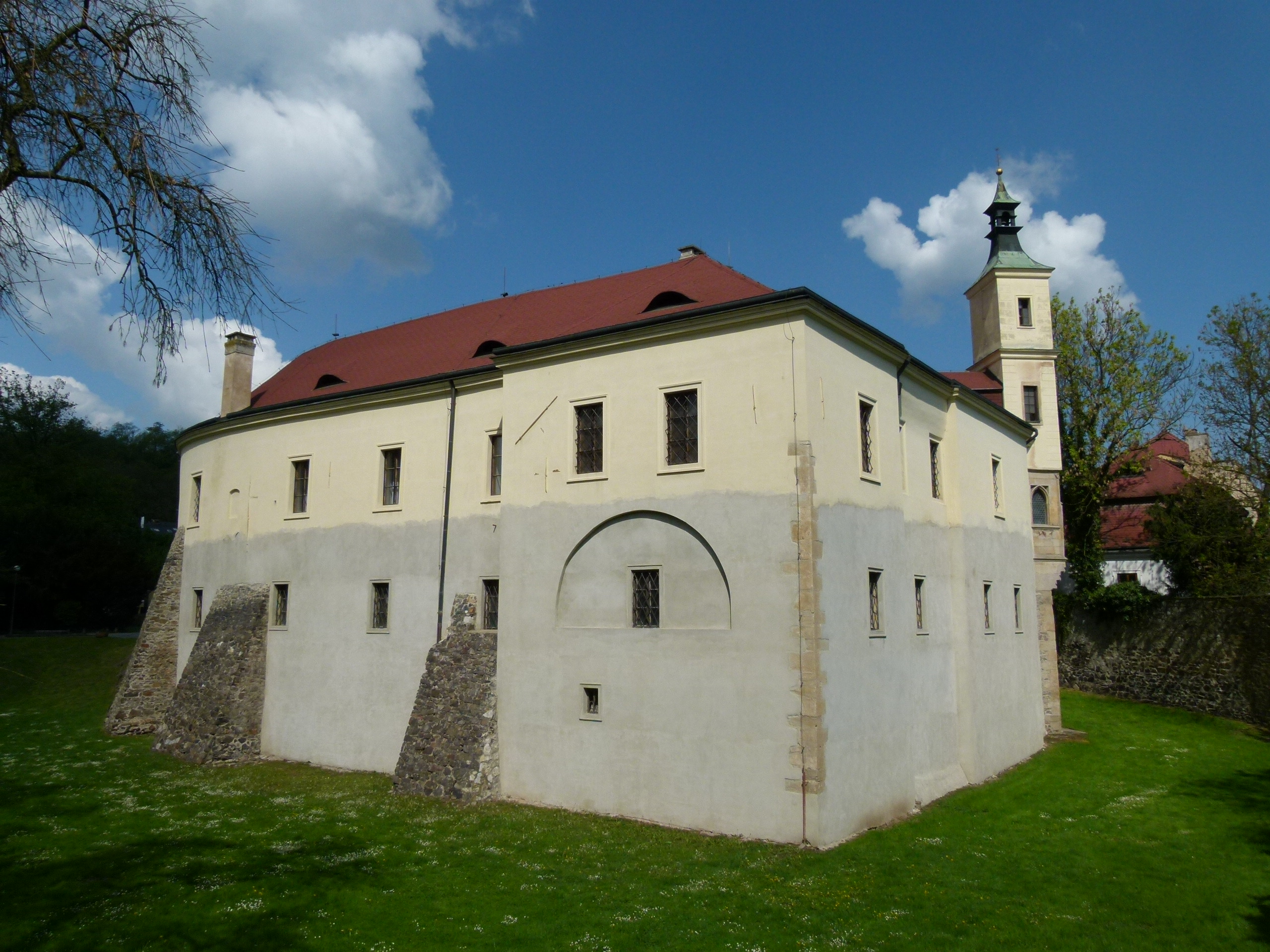
Roztocký zámek od jihovýchodu. Odlišná barva fasády po opravě po povodni v roce 2002

Další významnou památkou je roztocký zámek, ve kterém dnes sídlí Středočeské muzeum. Původně zde stála vodní tvrz ze 13. století v podobě hranolové věže obkroužené hradbou. Během vlastnictví Reinharda z Mühlhausenu koncem 14. století byl na místě hradby postaven nový palác se dvěma věžemi a kaplí (z ní se zachoval arkýř pod věží). Ve druhé polovině 15. století pak přestavěl hrádek pozdně goticky Bedřich z Donína. Podobu dvoupatrového renesančního zámku s arkádovým nádvořím dal tvrzi po roce 1565 tehdejší majitel David Boryně ze Lhoty. Z řady majitelů, kteří zámek vlastnili vždy jen krátkou dobu vyčnívá rod Lichtenštejnů, kteří jej získali po bitvě na Bílé Hoře a podrželi si jej ve vlastnictví až do roku 1803, tedy plných 180 let. V první polovině dvacátého století došlo ke zchátrání neosídleného areálu, o jeho záchranu a rekonstrukci se postarala skupina vlastivědných pracovníků, kteří v roce 1957 založili muzeum. V roce 1961 byl zrekonstruovaný zámek zpřístupněn veřejnosti. V jeho prostorách se nyní uskutečňují tematické výstavy a různé kulturní akce. Během povodní v roce 2002 hladina řeky překonala vysoké hráze okolo zámku a sousedního Výzkumného ústavu antibiotik a biotransformací a obojí bylo vytopeno.
Roztoky přelomu 19. a 20. století byly atraktivním výletním a rekreačním místem. Z tohoto období pochází většina vil v Tichém údolí, které si zde postavili jako svá rekreační sídla mnozí ze zámožných Pražanů. Mezi jinými také Joe Hloucha, cestovatel a spisovatel, jehož vila a Hotel Sakura ze dvacátých let 20. století jsou postaveny v japanizujícím stylu. Z budovy hotelu, který hostil nejvýznamnější osoby předválečného československého kulturního života, je nyní nemocnice a při přestavbě v sedmdesátých letech 20. století došlo k jejímu architektonickému znehodnocení. Sousední vila zůstala zachována. Na náměstí 5. května stojí kostel Narození sv. Jana Křtitele, který byl upraven ze sýpky v letech 1865–1867. Před ním stojí socha svatého Jana Nepomuckého z roku 1845.

### Další pamětihodnosti
- Socha svatého Jana Nepomuckého u kostela svatého Jana Křitele z roku 1845.
- Pomník padlým židům kousek od kostela svatého Jana Křitele.
- Busta Václava Vackáře v ulici Školní náměstí a v samé ulici socha k úctě padlým vojákům z první a druhé světové války.
- Husův sbor z roku 1935, který dal postavit Jaroslav Čapek, o  něj opřena socha Jana Husa od Josefa Drahoňovského.
- Kaplička v ulici Za Potokem.
- Památník padlým obětem z první světové války na Levém Hradci.
- Ateliér malířky Zdenky Braunerové

## Osobnosti

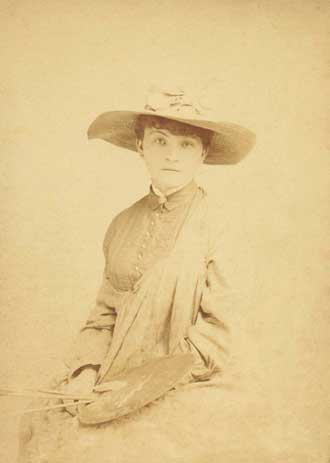
Malířka Zdenka Braunerová

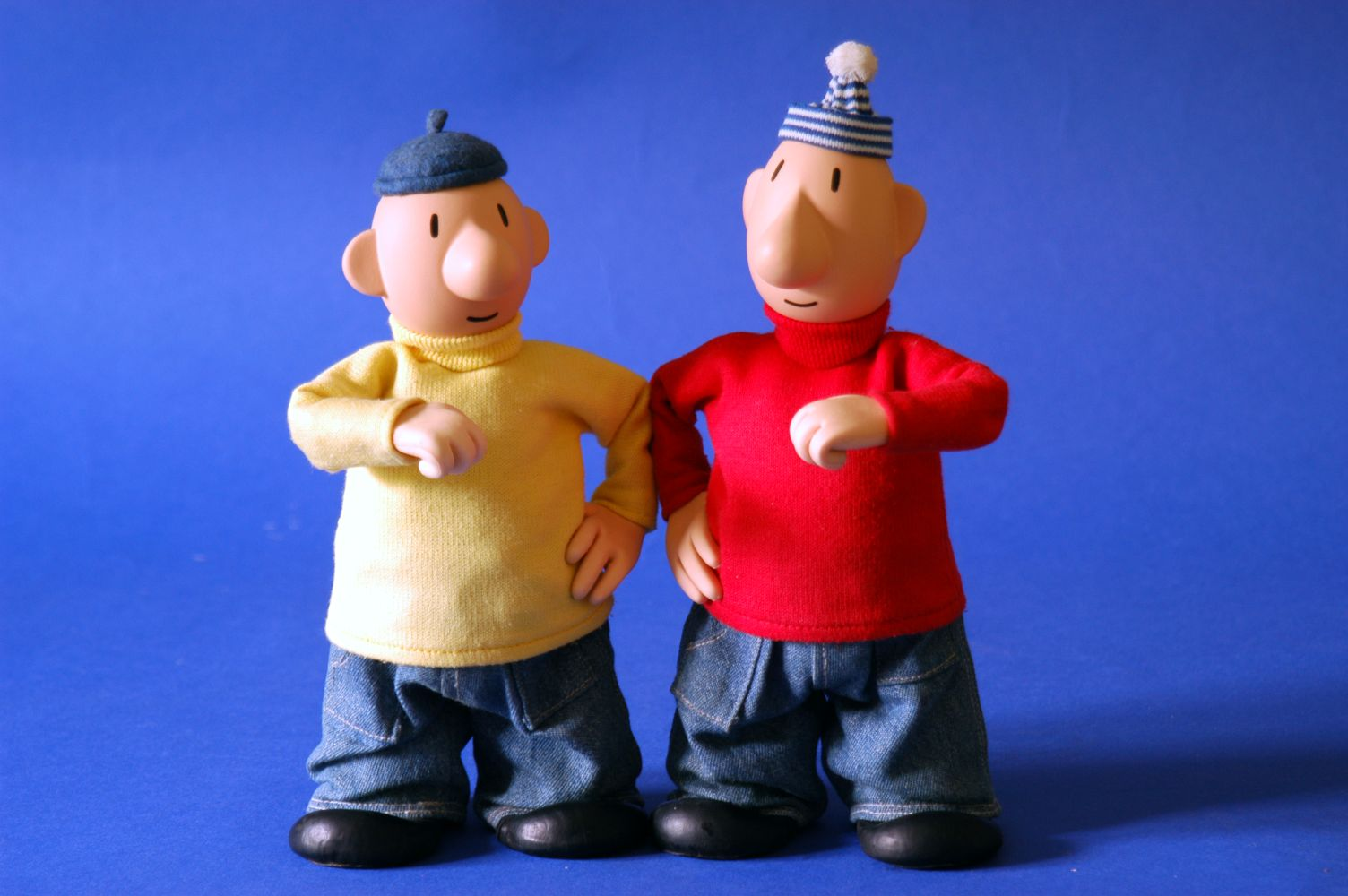
Pat a Mat Lubomíra Beneše

Významní občané zejména z přelomu 19. a 20. století:
- Albín Bráf (1851–1912), politik, přední český národohospodář začátku 20. století
- František August Brauner (1810–1880), advokát a český poslanec říšského sněmu
- Zdenka Braunerová (1858–1934), malířka
- Barbora Markéta Eliášová (1885–1957), cestovatelka a spisovatelka
- Joe Hloucha (1881–1957), cestovatel a spisovatel
- Ludwig von Löhner (1812–1852), českoněmecký a rakouský politik
- Čeněk Ryzner (1845–1923), lékař, archeolog, objevitel místní únětické a řivnáčské kultury
- Lubomír Beneš (1935–1995) animátor a režisér

## Partnerská města
- Skawina,  Polsko od roku 2005